# 高精細度ビデオ
高精細度ビデオ（こうせいさいどビデオ、high definition video, HD）とは、かつて広く普及していたアナログテレビ放送と比較して、高い解像度の映像である。海外においてはHDTV、HDと表記されることが多いが、日本においてはハイビジョンと呼ばれる。主な規格には以下のものがある。
- 720p
- 1080i
- 1080p

このうち、720pと1080i/pは解像度が大きく異なり、ハイビジョン対応であっても1080i/pの映像は表示できないか、ダウンコンバートして表示される機器が存在するため注意が必要である。1080i/pは、フルHD、フルハイビジョン、2Kなどと呼ばれ区別される。
HDに対して、より低い解像度（アナログテレビ放送と同程度）の映像をSD、より高い解像度の映像（4Kや8K）をUHDという。

## 名称
マイクロソフトは日本でゲーム機を宣伝する際に、ハイデフィニション（high definition）の略称としてハイデフという表現を用い、HD画質を紹介した。一般的にフルスペックハイビジョンは1080iを指す。開発初期においてはNHKは高品位テレビという名称で開発しており、ソニーはHDVSという名称で放送機器を製造販売していた。

## 歴史
高精細度ビデオの仕様は1980年代に、日本で1125ライン・30フレーム毎秒（FPS）テレビ規格が開発されたことに始まる。日本はこの標準を1981年アルジェでのテレビ技術者国際会議で発表し、 日本のNHKは1983年のスイス会議でアナログハイビジョン方式を発表した。NHKの方式は1990年代前半にSMPTE（映画テレビ技術者協会）標準240Mとして標準化された。
歴史的には、高精細度ビデオという用語は1930年代後半に15～220ラインの解像度範囲であった機械的走査方式の初期実験を改善するために開発されたテレビ標準に使われていた。英国のジョン・ロジー・ベアードがこれら機械的走査方式の主な提唱者であったが、フィロ・ファーンズワース、ウラジミール・ツヴォルキン、やアイザック・ショウエンバーグ主導でアラン・ブルームラインを擁するEMIチーム等より電子的方式に置き換えられた。
1936年英国においてアレキサンドラ・パレスから最初にテレビ放送—BBCテレビ—が開始され、初期はベアード・テレビジョンによる240ライン・24フレーム毎秒（fps）の機械走査方式であったが、マルコーニEMIの405ライン・50フィールド毎秒インターレース方式（2フィールドで1フレーム構成する）に替わった。ベアード方式は1936年末には撤退した。これが世界で初めて計画された「高精細度」テレビであり、この用語は当初は240ライン以上の解像度を持つ方式を示していたと認識される。マルコーニEMI仕様は欧州にてCCIRシステムAとして採用された。
米国では、1940年にNTSC（国家テレビシステム委員会）が525ライン・30fpsを標準化し、1941年6月1日に放送開始された。NTSC標準は1950年に非互換の441ラインカラー標準を含めたが、1953年に互換の525ライン・29.97fpsカラー標準採用に置き換えられて現在に至る。
米国のNTSC方式とは別に、西ドイツでPAL（位相反転走査線）が開発され、世界各国に広まった。フランスでもSECAMが開発され、フランスとその植民地、ベルギー、ソ連周辺などに採用された。
1980年以降の高精細度ビデオ標準は、1987年に米国放送局の要請でFCC（連邦通信委員会）による高度テレビ方式研究にて開発された。ATSC（高度テレビシステム委員会）によりFCCは最大30fpsフレームレートの1080ラインビデオ（技術的には1125ライン・30fpsのNHKアナログ方式を元とした後継）と最大60fpsのフレームレート・プログレッシブ（順次走査）の720ラインビデオ方式を採用した。FCCは1996年にATSC送信標準（HD、SDビデオ標準の双方を含む）を正式に採用し、1998年10月28日に初めて放送された。
世界中でアナログ方式のPAL、NTSC、SECAMが60年以上送信されてきた。しかしながら、HD形式を含むデジタル放送方式の台頭により、アナログ送信は今後終了を迎え、NTSC、PAL、SECAMは過去のもの、楽観的に見てでも併存となる。その後も設置済みのアナログビデオ機器（テレビ局と家庭のテレビ）が膨大であるため、視聴用に存続する。高精細度テレビへの切り替えには多額の費用を要し、特に低所得層の多い地域では富裕層が先行する。
日本では、2006年12月1日に関東広域圏の放送大学学園、岡山県・香川県の全局、福岡県の九州朝日放送、佐賀県、長崎県、熊本県、大分県、宮崎県、鹿児島県の全局、沖縄県の民放全局が地上デジタル放送を開始し、全ての都道府県庁所在地で地上デジタル放送の受信が可能となったことにより、翌2007年以降、急速にHD画質のデジタル放送が普及した。

## 形式考察
放送に最適な形式は録画に使用されるメディア形式と収録内容の特性に依存する。フィールドおよびフレームレートは収録元と一致させるべきであり、解像度も同様である。一方、高解像度は仕様可能の帯域以上を必要としている。デジタルHDTVでは非可逆圧縮が使用され、画質の低下を伴う。
映画館向けフィルムは高精細解像度であり24フレーム毎秒で撮影される。使用可能な帯域、解像度、および画像の動きにより、ビデオ変換に最適な形式は720p24または1080p24のいずれかとなる。PALを使用する国のテレビでは、フィルムを4%高速にして秒間25フレームに変換しなければならない。NTSC標準（60フィールド毎秒）の国では、3:2プルダウンとよばれる技術が使用される。フィルムの1フレームがビデオの3フィールド（1/20秒）に対応し、次のフレームがビデオの2フィールド（1/30秒）に対応し、これが繰り返されることで、フィルムの2フレームを正確に1/12秒に収録できる。（テレシネ参照）（注: この動作は、フィルムが24.00フレーム毎秒の撮影である一方、NTSCデジタルビデオの24pは秒間23.976フレームであるため複雑である。これはNTSCビデオは、モノクロNTSCビデオとの1000/1001の相違で（60.00ではなく）59.97フィールド毎秒であることによる。したがって、フィルムからNTSCビデオへのテレシネでは画像と音声を0.1%遅らせる必要がある。）
過去（高精細度テレビ以前）のBETACAM SPなどのビデオテープへの収録は480i60または576i50であった。これらは高解像度形式（720i）へアップコンバートされるが、インターレース（飛び越し走査）から一般の720p形式の変換は画像の歪みを伴うため、変換後の出力をフィルター処理して実解像度を低下させる必要がある。
映画以外での高精細度テレビのビデオ収録は720pまたは1080i形式である。放送形式はテレビ放送局に依存するが、形式選択には様々な要因がある。一般に、720pはプログレッシブ方式であるため、インターレース方式であるため速い動画の画像品質に劣る1080iに対して、速い動作に適している。また、コンピュータのモニターがプログレッシブ方式であり、グラフィックカードのほとんどがリアルタイムのインターレース除去の最適化処理を行うため、720pはHDビデオのインターネット配信に適している。720pビデオはまた1080iや1080pよりもストレージやデコードの要求が低い。720pは、250米ドル以下で販売される一般的なSXVGA（1280×1024）液晶ディスプレイをフル解像度で表示できる。
北米では、FOX、ABC、およびESPN（ABCとESPNはディズニー傘下）は720p番組を放送している。PBS、NBC、Universal-HD（以上ゼネラル・エレクトリック傘下）、
CBS、UPN、Showtime、INHD、HDNet、およびタイム・ワーナー傘下のHBO-HD、the WBおよびTNTは1080i番組を放送している。

### 一般的な高解像度ビデオモード
| Video mode                    | Frame size in pixels (W×H) | Pixels per image1 | Scanning type  | Frame rate (Hz)                                            |
| ----------------------------- | -------------------------- | ----------------- | -------------- | ---------------------------------------------------------- |
| 720p (also known as HD Ready) | 1,280×720                  | 921,600           | プログレッシブ | 23.976, 24, 25, 29.97, 30, 50, 59.94, 60, 72               |
| 1080i (also known as Full HD) | 1,920×1,080                | 2,073,600         | インターレース | 25 (50 fields/s), 29.97 (59.94 fields/s), 30 (60 fields/s) |
| 1080p (also known as Full HD) | 1,920×1,080                | 2,073,600         | プログレッシブ | 24 (23.976), 25, 30 (29.97), 50, 60 (59.94)                |
| 1440p (also known as Quad HD) | 2,560×1,440                | 3,686,400         | プログレッシブ | 24 (23.976), 25, 30 (29.97), 50, 60 (59.94)                |

### 超高精細ビデオモード
| Video mode                   | Frame size in pixels (W×H) | Pixels per image1 | Scanning type  | Frame rate (Hz) |
| ---------------------------- | -------------------------- | ----------------- | -------------- | --------------- |
| 2000                         | 2,048×1,536                | 3,145,728         | プログレッシブ | 24, 60          |
| 2160p (also known as 4K UHD) | 3,840×2,160                | 8,294,400         | プログレッシブ | 60, 120         |
| 2540p                        | 4,520×2,540                | 11,480,800        | プログレッシブ | 24, 30          |
| 4000p                        | 4,096×3,072                | 12,582,912        | プログレッシブ | 24, 30, 60      |
| 4320p (also known as 8K UHD) | 7,680×4,320                | 33,177,600        | プログレッシブ | 60, 120         |

ノート: 画像はフレーム、またはインターレーススキャンの場合は2つのフィールド（EVENとODD）のいずれかである。
あまり一般的ではないが、2560×1080p（1080p ウルトラワイド）など、ウルトラワイド解像度もある。
その他、WQHD(2560×1440p)画質も存在する。

## ゲーム機におけるHD
次のゲーム機がハード性能上対応しているが、1080i、720p、1080pのうち、どの解像度に対応するかはゲームソフトにより異なる。
- Xbox 360/PlayStation 3
- Wii U/PlayStation 4/Xbox One[注 1]
- Nintendo Switch[注 2]/PlayStation 5[注 1]/Xbox Series X/S
- Nintendo Switch 2[注 3]

以下はHDMIを使用したHD接続におけるスペックシートである。
| 機種名            | 480i | 480p             | 1080i | 720p,1080p                                     | 1440p | 2160p 60Hz | DVI互換モード | 120Hz | 2160p 120Hz (HDMI2.1) | 4320p | RGB出力 | Deep Color | HDR10 | Dolby Vision | 24Hz | 50Hz | Blu-ray 3D | HDCP                                     | YCC 4:2:2 | VRR | ALLM | CEC                                           |
| ----------------- | ---- | ---------------- | ----- | ---------------------------------------------- | ----- | ---------- | ------------- | ----- | --------------------- | ----- | ------- | ---------- | ----- | ------------ | ---- | ---- | ---------- | ---------------------------------------- | --------- | --- | ---- | --------------------------------------------- |
| Xbox 360          | 〇   | 〇               | 〇    | 〇                                             |       |            |               |       |                       |       | 〇      |            |       |              |      |      |            | - ゲーム中は無効 - DVD再生時などに有効化 |           |     |      |                                               |
| PlayStation 3     | 〇   | 〇               | 〇    | - 〇 - ただし、ゲームによっては 解像度制限あり |       |            |               |       |                       |       | 〇      | 〇         |       |              | 〇   |      | 〇         | - 常時有効                               |           |     |      | - CECH-2000モデル以降のみ有効                 |
| Wii U             | 〇   | 〇               | 〇    | 〇                                             |       |            |               |       |                       |       |         |            |       |              |      |      |            | 無効                                     |           |     |      |                                               |
| PlayStation 4     |      | 〇               | 〇    | 〇                                             |       |            |               |       |                       |       | 〇      | 〇         | 〇    |              | 〇   |      |            | - 一部条件下で無効化可能                 | 〇        |     |      | 有効                                          |
| Xbox One          |      |                  |       | 〇                                             |       |            | 〇            |       |                       |       | 〇      | 〇         |       |              | 〇   | 〇   | 〇         | - ゲーム中は無効 - DVD再生時などに有効化 |           |     |      |                                               |
| PlayStation 4 Pro |      | セーフモードのみ | 〇    | 〇                                             | 〇    | 〇         |               |       |                       |       | 〇      | 〇         | 〇    |              | 〇   |      | 〇         |                                          | 〇        |     |      | 有効                                          |
| Xbox One S/X      |      |                  |       | 〇                                             | 〇    | 〇         | 〇            | 〇    |                       |       | 〇      | 〇         | 〇    | 〇           | 〇   | 〇   | 〇         | - ゲーム中は無効 - DVD再生時などに有効化 | 〇        | 〇  | 〇   |                                               |
| Nintendo Switch   |      | 〇               |       | 〇                                             |       |            |               |       |                       |       |         |            |       |              |      |      |            | 無効                                     |           |     |      | 有効                                          |
| PlayStation 5     |      | セーフモードのみ | 〇    | 〇                                             | 〇    | 〇         |               | 〇    | 〇                    |       | 〇      | 〇         | 〇    |              | 〇   |      |            | - 一部条件下で無効化可能                 | 〇        | 〇  | 〇   | 有効                                          |
| Xbox Series X/S   |      |                  |       | 〇                                             | 〇    | 〇         | 〇            | 〇    | 〇                    |       | 〇      | 〇         | 〇    | 〇           | 〇   | 〇   |            | - ゲーム中は無効 - DVD再生時などに有効化 | 〇        | 〇  | 〇   | - 有効 - テレビ側からのコマンド受信には非対応 |
| PlayStation 5 Pro |      | セーフモードのみ | 〇    | 〇                                             | 〇    | 〇         |               | 〇    | 〇                    | 〇    | 〇      | 〇         | 〇    |              | 〇   |      |            | - 一部条件下で無効化可能                 | 〇        | 〇  | 〇   | 有効                                          |
| Nintendo Switch 2 |      |                  |       | 〇                                             | 〇    | 〇         |               | 〇    |                       |       |         |            |       |              |      |      |            | 不明                                     |           |     |      |                                               |

## 映画制作でのHD
映画でのコンピュータ生成・代替の画像増加、および画像編集処理のデジタル化に伴い、デジタルビデオカメラ最上位機によるHD形式を使用して映画撮影を行う監督も現れた。HDビデオはSDビデオに比べて非常に高品質であり、匹敵するフィルム感度の信号対雑音比（SN比）に改善されているが、フィルムはHDビデオ形式より精細に画像を解像できる。また、フィルムには最上位のHDカメラよりも広いダイナミックレンジ（ある画面の最暗部と最明部のを解像可能な能力）を持つものがある。HD使用の主な説明意見としては、フィルムストックの費用の抑制と特殊効果編集システムへの転送を容易にすることである。これまでHDを幅広く使用した監督は：ジョージ・ルーカス、マイケル・マン、ロバート・ロドリゲスである。
スタートレック:エンタープライズやスターゲイトなど、SFを主題としたテレビ番組の多くはデジタルカメラを使い始めている。
HDデジタルビデオの撮影を行った主な映画は次の通り：
- スター・ウォーズ エピソード2/クローンの攻撃
- スター・ウォーズ エピソード3/シスの復讐
- スパイキッズ2 失われた夢の島
- スパイキッズ3-D:ゲームオーバー
- レジェンド・オブ・メキシコ/デスペラード
- シン・シティ
- コラテラル
- マイアミ・バイス

## スマートフォンにおけるHD
720p、1080pディスプレイのスマートフォン。
- 高解像度スマートフォンディスプレイの比較